# 馮驊
馮驊，GBS（1960年7月20日—），香港高等法院原訟法庭法官，曾任香港選舉管理委員會主席。

## 簡歷
馮於1960年生於英屬香港，母親是已故教育家莫紉蘭。他早年就讀香港真光中學第二小學暨幼稚園（1966年幼稚園部畢業）及香港華仁書院，1985年獲得澳洲新南威爾斯大學法學學士學位，1986年在香港大學取得法律專業證書。1987至1994年私人執業，並於1991至1993年間在香港大學兼職講師職務。1993年，被委任為香港司法機構裁判官。1998年獲委任為區域法院法官，2001年出任首席區域法院法官，2006年獲委任為高等法院原訟法庭法官，2009年獲行政長官曾蔭權委任為選舉管理委員會主席，並分別於2013年及2017年再度獲委任，至2022年8月16日卸任。

## 爭議事件

### 政治審查立法會參選人
馮驊自2009年起出任香港選舉管理委員會主席。在2016年香港立法會選舉中，選管會在沒有諮詢立法會的情況下，突然要求立法會參選人於法定選舉提名表格之外，額外加簽一份新增的聲明確認書，亦警告若簽署後違反承諾，會被狀告虛假陳述罪。其後，選管會又發出政治背景審查郵件，並藉此褫奪5名本土派人士的參選權，是香港歷史上的首次。引發部分市民不滿。

### 拒絕設立「關愛隊」
在2019年香港區議會選舉中，民建聯立法會議員葛珮帆質疑有人重複排隊，阻礙長者、殘疾人士及孕婦等投票。建制派政黨要求在2020年香港立法會選舉中設立「關愛隊」，讓有需要人士優先投票，但被選管會主席馮驊拒絕。葛珮帆和團體「選舉公平關注組」均要求撤換馮驊，以確保選舉公平公正舉行。